# Rottenbauer
Rottenbauer (früher Rotenbur), der heute südlichste der 13 Stadtbezirke und gleichzeitig einer von 25 Stadtteilen von Würzburg, war bis 31. Dezember 1973 eine eigenständige Gemeinde im Landkreis Würzburg.
Er grenzt im Norden an den Würzburger Stadtteil Heuchelhof, im Osten an die Gemarkung der Landkreisgemeinde Winterhausen. Im Westen und Süden grenzen die Ortsteile der Gemeinde Reichenberg, Lindflur und Fuchsstadt an.
Der ehemals ländlich geprägte Ort hat sich seit der Eingemeindung zur Stadt Würzburg, am 1. Januar 1974, aber insbesondere in jüngerer Vergangenheit, sehr dynamisch entwickelt. Durch den Anschluss an das Netz der Würzburger Straßenbahn sowie durch die Ausweisung von neuen Baugebieten, Rottenbauer Nord und Nord-Ost, entwickelt sich der Ort zu einem begehrten Wohnort mit dörflichem Charakter, umgeben von Feldern, aber mit teilweiser städtischer Infrastruktur.
Am 4. Januar 1967 erreichte die Einwohnerzahl die Tausendergrenze. Nach der Bevölkerungsstatistik der Stadt Würzburg hat der Stadtteil im Jahr 1999 die 2000-Einwohner-Marke überschritten und hatte zum 31. Dezember 2011 bereits 3876 Einwohner. Somit ist er der am schnellsten wachsende Stadtteil Würzburgs.
Die Bebauung besteht überwiegend aus Ein- und Zweifamilienhäusern und nur wenigen Mehrfamilienhäusern.

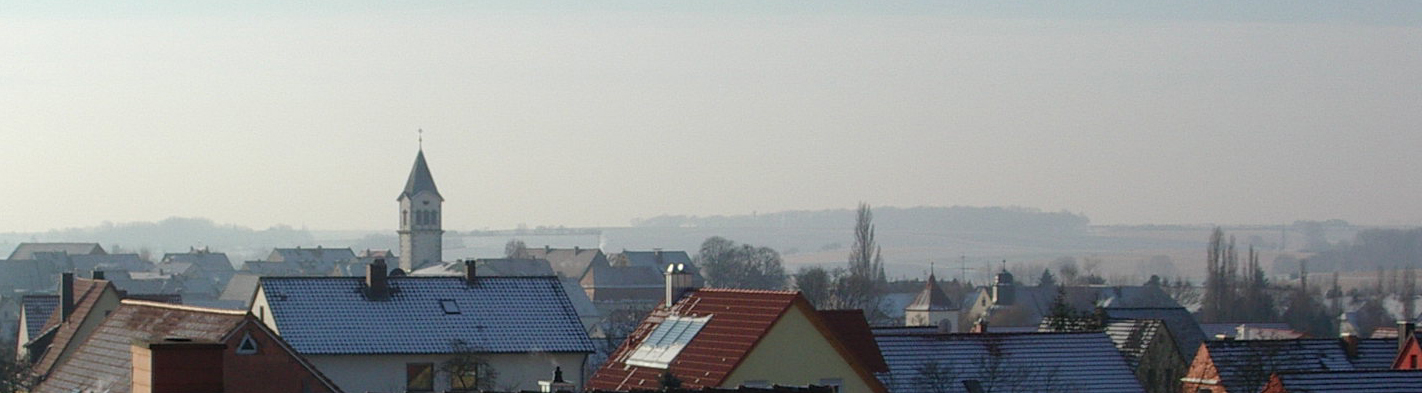
Türme von St. Josef (links), Trinitatiskirche und Schloss.

## Geschichte

### Frühe Geschichte
Die Endung des Ortsnamens Rottenbauer lässt eine Gründung während der fränkischen Landnahme vermuten, die zu Ende des 8. Jahrhunderts abgeschlossen war. In diese Zeit fällt auch die Erwähnung von Weinbergen am Bronnberg im Jahr 779 n. Chr. in einer Urkunde Karls des Großen. Der Name Rottenbauer entwickelte sich im Laufe der Zeit aus „An der Rodung“. Im Jahr 1212 wird Fridericus de Rotenbur als Zeuge in einer Urkunde benannt, was die älteste bekannte Erwähnung des Geschlechts in Rottenbauer zu sein scheint.
Im ältesten Lehenbuch des Hochstifts Würzburg (1303–1345) erscheint Rottenbauer mehrfach in unterschiedlichen Schreibweisen, beispielsweise Rottenbauer, Rottenbur, Rottenbaur, Rotenbür und Rotenbur.
Es dürften aber schon lange vor dieser Zeit an diesem Ort Menschen gesiedelt haben.
Beim Bau des rund 1,5 km nördlich gelegenen Körperbehindertenzentrums im heutigen Stadtteil Heuchelhof wurden im Jahre 1974 Spuren einer Siedlung entdeckt, die auf die Epoche der Bandkeramiker zurückdatiert. Ca. 3000 v. Chr. haben in der Nähe erste Ackerbauern und Viehzüchter gelebt.
Am östlichen Rand Rottenbauers befindet sich ein Bodendenkmal, das als eine Siedlung der Linearbandkeramik, des Mittel- und Endneolithikums sowie der Hallstattzeit eingeordnet ist.

### Folgen des Zweiten Weltkrieges
Rottenbauer blieb im Zweiten Weltkrieg weitgehend von den Kriegseinwirkungen verschont. Am 1. April 1945 – fünf Tage vor Kriegsende – erreichten amerikanische Truppen Rottenbauer. An diesem Palmsonntag feierte die evangelische Kirchengemeinde die Konfirmation der Jugendlichen aus Rottenbauer und Fuchsstadt.
Insbesondere nach dem Zweiten Weltkrieg ist die Einwohnerzahl deutlich gestiegen, da viele nach der Zerstörung Würzburgs am 16. März 1945 flohen. Im leerstehenden evangelischen Schulhaus wurde ein Not- und Auffanglager eingerichtet und die meisten Haushalte nahmen Personen, die durch den Bombenangriff obdachlos geworden waren, auf.
Nach 1951 lebten weiterhin 108 der aus der Stadt Geflüchteten in Rottenbauer sowie 58 Heimatvertriebene.

### Jüngere Geschichte
An der 1864 eingeweihten Bahnstrecke zwischen Würzburg und Ansbach erhielt Rottenbauer 1903 einen Eisenbahn-Haltepunkt. Dieser bestand bis 1966 und lag ca. 1,5 km entfernt im Maintal, an der heutigen Bahnstrecke Treuchtlingen–Würzburg.
Von 1407 bis 1954 bestand eine Fährverbindung über den Main mit Eibelstadt.
Ende der 1960er und Anfang der 70er Jahre wird die bayerische Gebietsreform eingeleitet. Auf Betreiben des Landkreises wurde am 16. April 1972 eine Bürgerbefragung durchgeführt, bei der sich 61 % der Bürger für eine Eingliederung Rottenbauers zur Stadt Würzburg ausgesprochen haben. Daraufhin hat der Gemeinderat am 18. April 1972 mit 5:3 Stimmen den Eingemeindungsbeschluss gefasst. Der Eingemeindungsvertrag datiert vom 12. November 1973. Zum 1. Januar 1974 wird Rottenbauer zur Stadt Würzburg eingemeindet.

### Jüdische Gemeinde
Zwischen Ende des 17. bis ins 19. Jahrhundert gab es in Rottenbauer eine jüdische Gemeinde, die zunächst eine Betstube sowie ein rituelles Bad (ehemals Wolfskeelstraße 8) unterhielt. Ab 1764 wurde an der heutigen Schulzenstraße eine Synagoge mit Schulzimmer und Lehrerwohnung erbaut. Nach der Auflösung der jüdischen Gemeinde ging die Synagoge ab 1900 in nichtjüdischen Besitz über und wurde zu einer Scheune umgebaut, die Mitte des 20. Jahrhunderts abgerissen wurde.
Zum Ende des 18. Jahrhunderts (1796) gab es 22 jüdische Haushaltungen am Ort. Im Laufe des 19. Jahrhunderts verzogen die jüdischen Familien auf Grund schlechter Erwerbsmöglichkeiten vom Ort.

## Brauchtum

### Rotenbur Weinfest
Seit 2010 findet jährlich das, vom TSV Rottenbauer veranstaltete, Rotenbur-Weinfest in der Rotenburstraße statt. Es ist eines der größten Feste des Stadtteils mit großer Bedeutung für die Bewohner. Im Jubiläumsjahr 2020 fiel es erstmals aufgrund der COVID-19-Pandemie aus.

### Maibaumaufstellen
Ebenfalls das Maibaumaufstellen hat Tradition. Der Rottenbaurer Maibaum wird jedes Jahr in der Würzburger Straße vor dem Seniorenheim „Drei Eichen“ bei einem Fest mit den örtlichen Vereinen aufgestellt. Das eigentliche Aufstellen des Baumes übernimmt das Gartenamt der Stadt Würzburg mit einem Kran, während die Freiwillige Feuerwehr Rottenbauer die Straßensperrungen vornimmt. Der Maibaum hat in der Regel eine Höhe von etwa 20 Metern und ist mit einem mit Bändern geschmückten Kranz versehen. Am Stamm sind die Vereinswappen angebracht. Auf der Spitze thront ein weitestgehend in Rot gehaltener Wetterhahn.

## Gebäude

### Trinitatiskirche

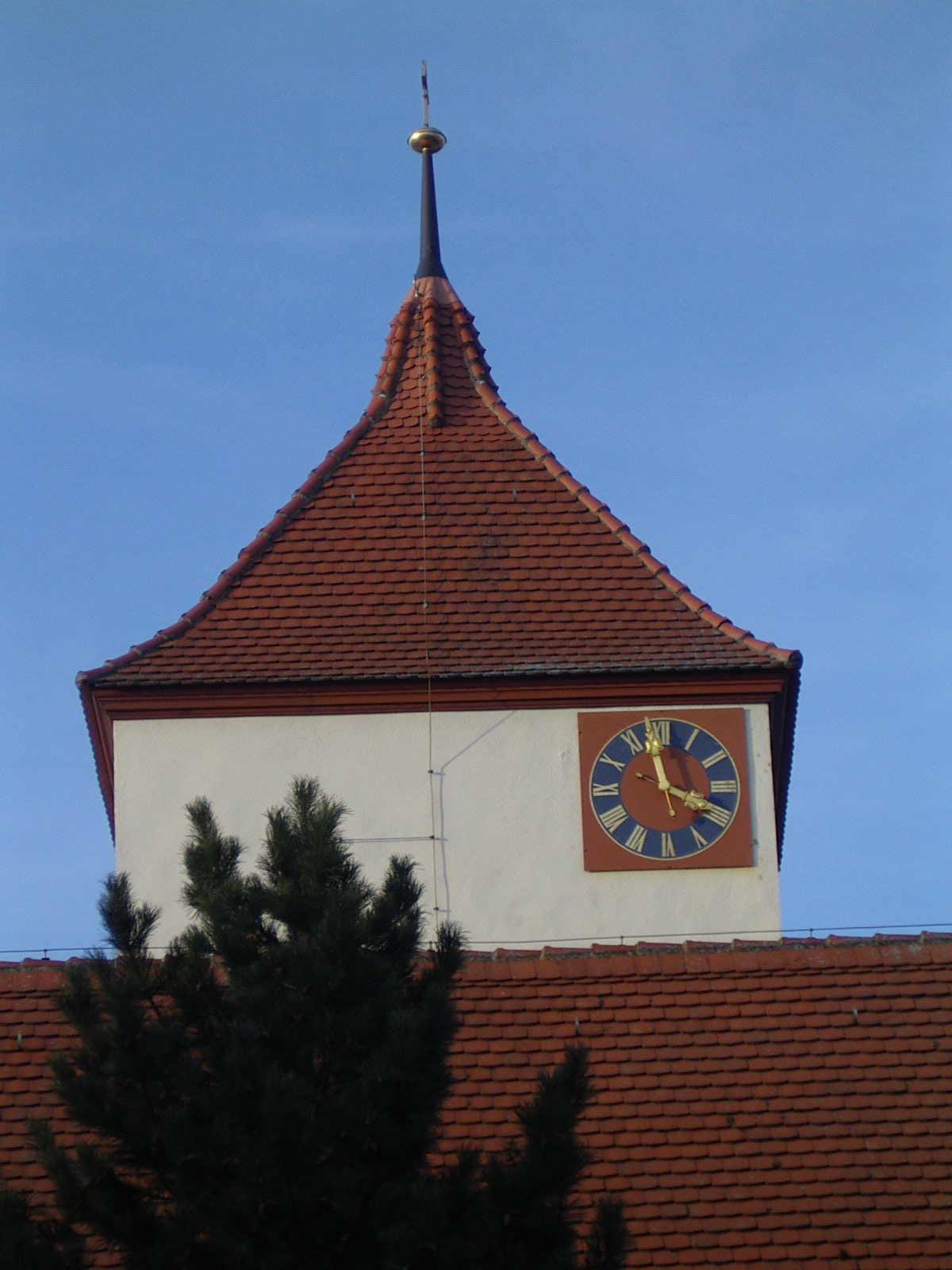
Evangelische Trinitatiskirche

Das älteste, noch erhaltene Gebäude ist die über 500 Jahre alte Trinitatiskirche. Das heute evangelische Gotteshaus wurde 1493 zunächst als katholische Kirche, durch den Reichsfreiherren Wolf von Wolfskeel und seine Gattin Barbara von Truchseß erbaut. Es birgt heute noch vier Grabmäler und ein Epitaph. Von alter Steinmetzkunst zeugt der Taufstein mit seinem achteckigen Becken und dem runden, mit Drehkannelüren aufsteigenden Schaft. Das Becken trägt die Jahreszahl 1581. Der noch heute verwendete Abendmahlskelch stammt aus der Mitte des 15. Jahrhunderts und trägt den Namen Maria und die beiden Ehewappen Wolfskeel-Lentersheim, die wohl auf die Stifter Eberhard von Wolfskeel und Mathilde von Lentersheim hinweisen. Die Kirche wurde erstmals evangelisch, als die Wolfskeels im Jahre 1580 mit dem ganzen Dorf zum Protestantismus übertraten. 1690 wechselte die Rottenbaurer Linie der Wolfskeels wieder zum Katholizismus, weil der Würzburger Bischof Ämter für die Söhne hatte – die Bauern des Ortes blieben aber geschlossen evangelisch. Die Rivalität unter den beiden Konfessionen hat sich zum Teil noch bis weit in das 20. Jahrhundert gehalten. Sogar im 1964 bezogenen neuen Zentralschulhaus wurde zunächst noch nach Konfessionen getrennt unterrichtet.

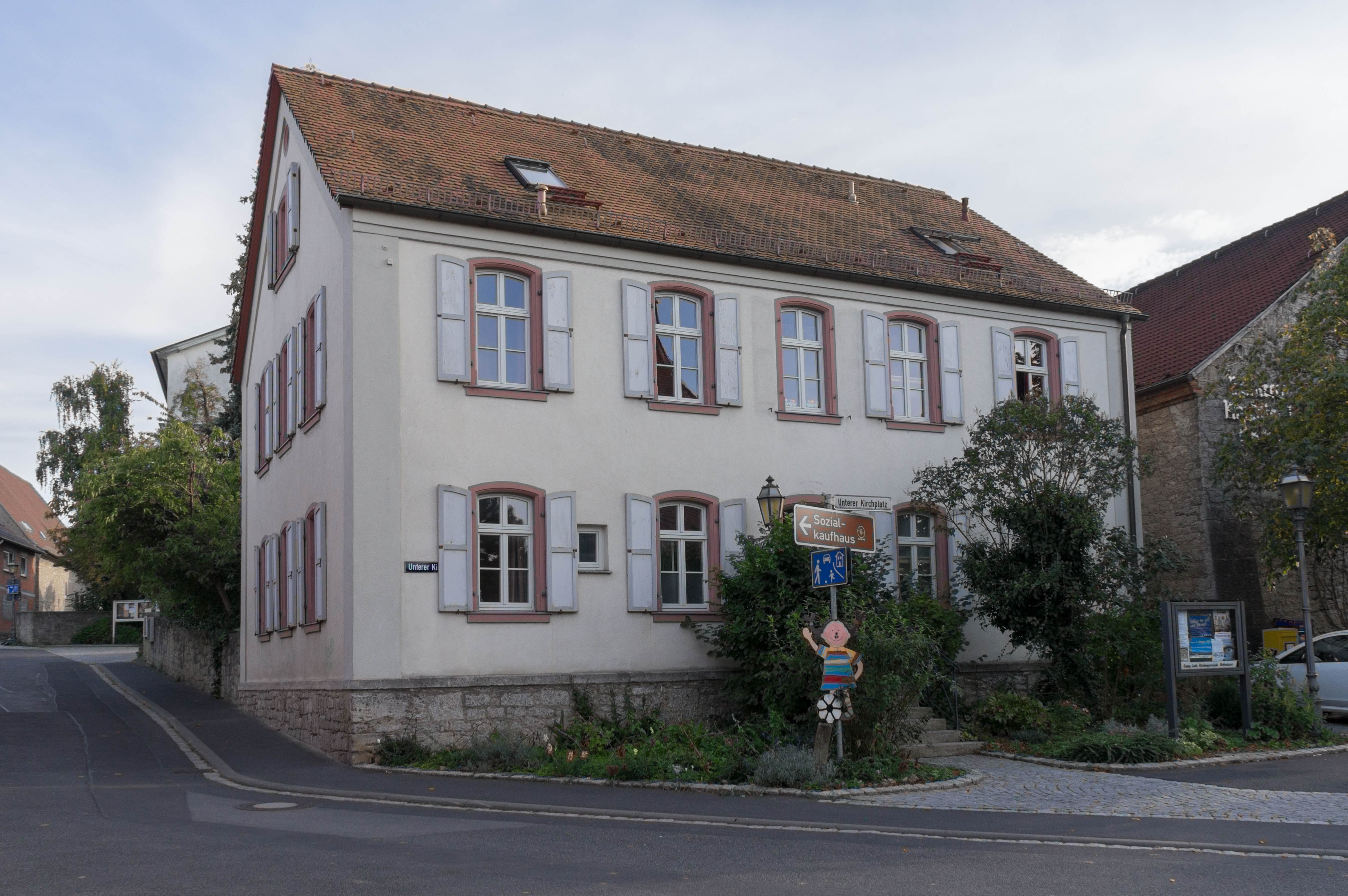
Ev. Pfarrhaus am Unteren Kirchplatz

### Evangelisches Pfarrhaus
Das evangelisch-lutherische Pfarrhaus ist ein freistehender zweigeschossiger Satteldachbau am Unteren Kirchplatz mit Putzmauerwerk und Sandsteinrahmungen über unverputztem Kalksteinsockel aus dem Jahr 1860 und zählt zu den Baudenkmälern in Würzburg-Rottenbauer.

### Denkmal

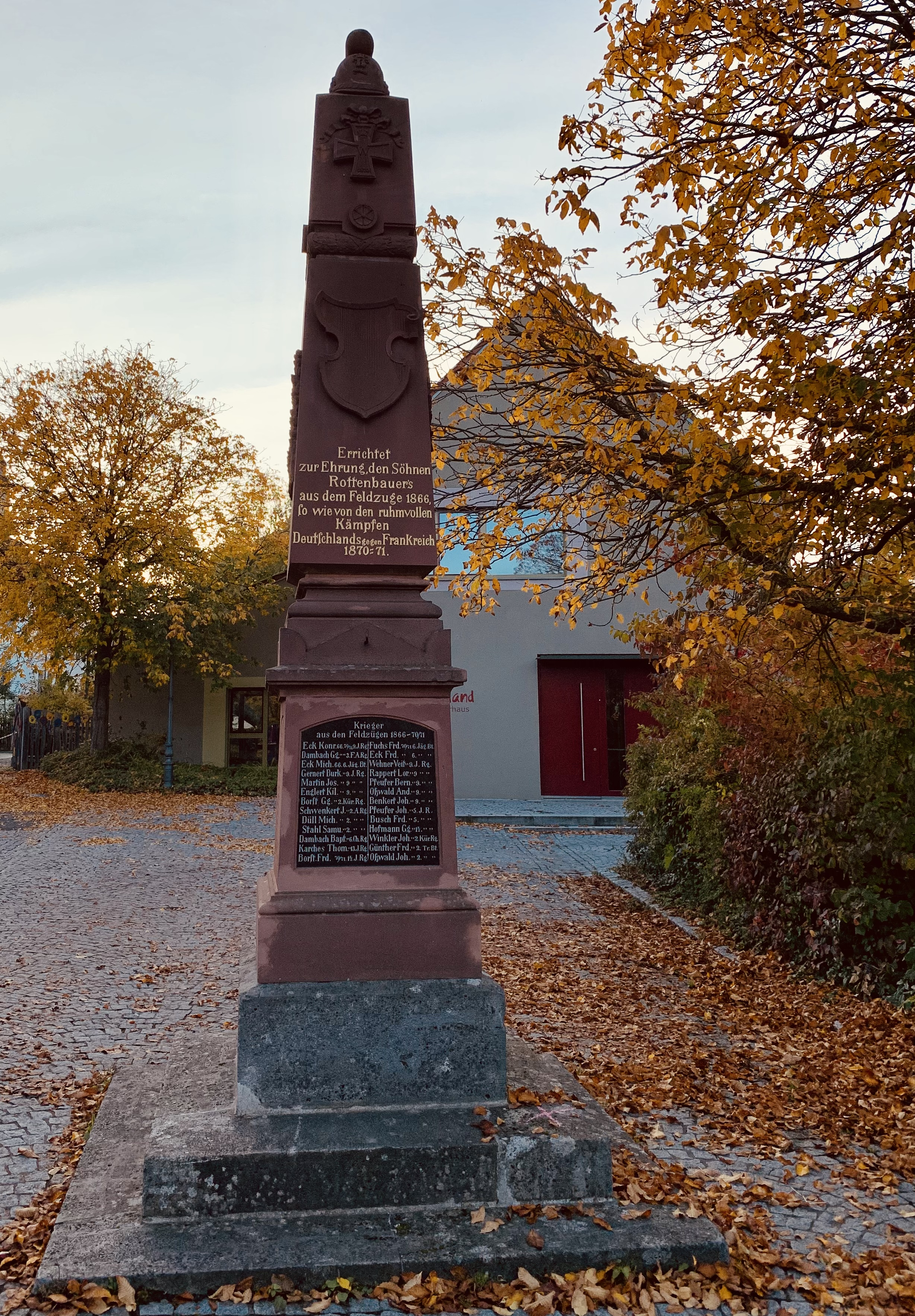
Kriegerdenkmal am Untern Kirchplatz

Am Unteren Kirchplatz befindet sich ein Kriegerdenkmal zu Ehren der Soldaten der Feldzüge 1866 und 1870/71 gegen Preußen und Frankreich. Das Denkmal, in Form eines Obelisken, trägt an der Vorderseite eine eingelassene Platte mit den Namen der Soldaten aus dem Ort, die an den Feldzügen teilgenommen haben.

### Katholische Kirche St. Josef

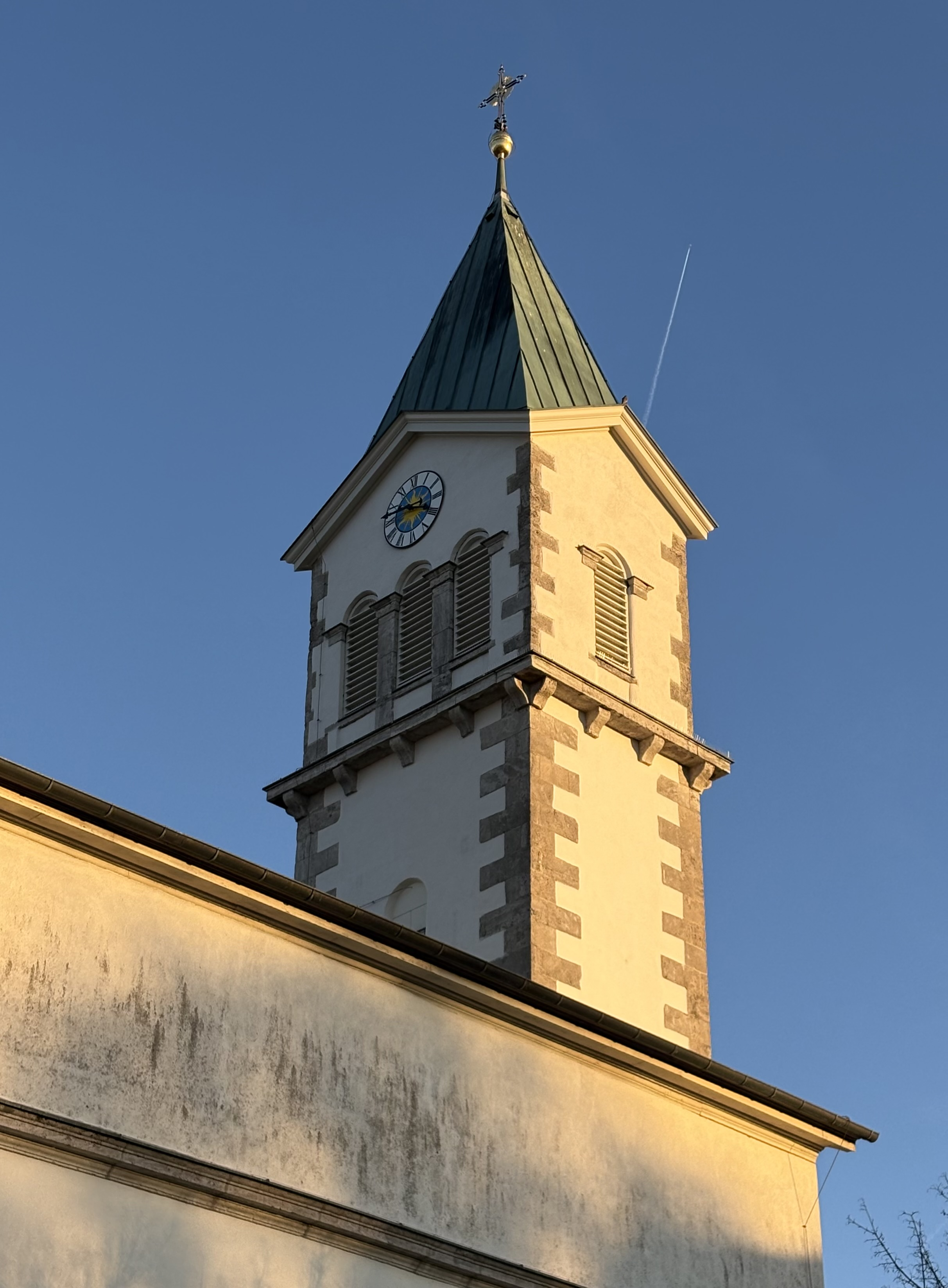
Katholische Kirche St. Josef

Ein weiteres, bedeutendes Gebäude ist die von 1818 bis 1823 erbaute und 1824 geweihte katholische Kirche St. Josef, deren Turm den höchsten Punkt des Altortes markiert. Der Bau der Kirche wurde durch eine testamentarische Stiftung, von Johann Gottfried Ignaz von Wolfskeel, über 8.000 fränkischer Gulden begründet. Sie ist als klassizistische Hallenkirche ausgeführt.

### Unteres Schloss

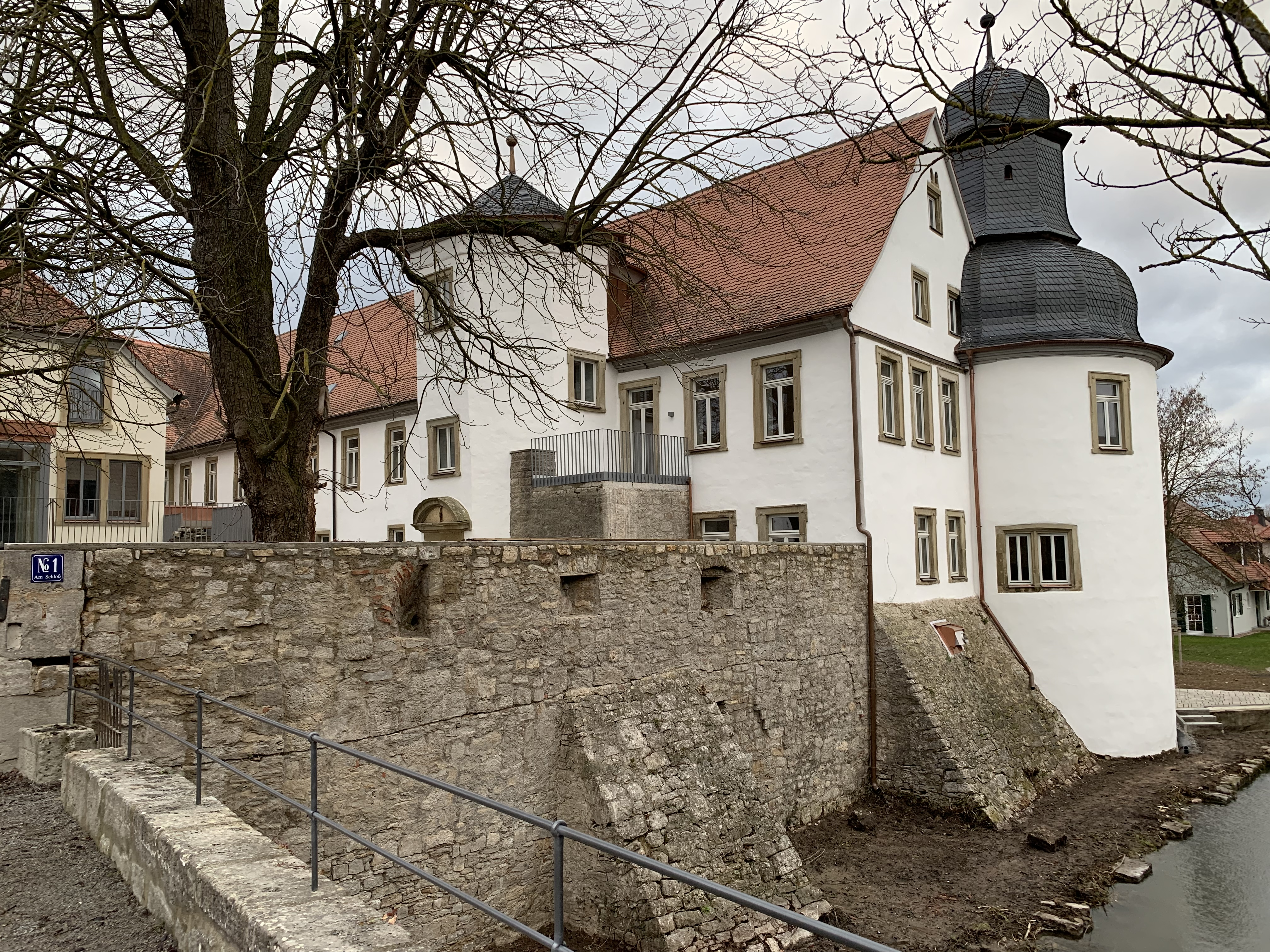
Unteres Schloss (Wolfskeel´sches Schloss)

Nur noch in seinen Grundfesten erhalten ist das Alte Schloss, das 1376 mit den Besitzern, den Herren von Rebstock, urkundlich erwähnt wird. Um 1575 wurde das heute noch erhaltene Wolfskeelsche Schloss (Unteres Schloss) daran angebaut. Um das Schloss rankt sich die Legende der Weißen Frau. Der Legende nach, die auch über Jahrhunderte hinweg in den Kirchenbüchern zu finden ist, soll der während der Kreuzzüge vermisste und schließlich für tot erklärte Gemahl eines Nachts doch wieder am Schloss erschienen sein. Er verschwand aber auf mysteriöse Weise wieder in der gleichen Nacht. Die Schlossherrin feierte bald darauf ihre Hochzeit mit einem neuen Mann, beide verstarben aber nur wenige Jahre darauf. Seither soll regelmäßig um Mitternacht eine Weiße Frau um den Schlossturm schweben. Zu Anfang des 20. Jahrhunderts wurde bei Ausbesserungsarbeiten am Schloss tatsächlich das in einer Mauernische eingemauerte Gerippe eines Mannes gefunden, der noch sein Schwert umgeschnallt hatte. Anscheinend handelte es sich um den damals zurückgekehrten Schlossherren.

### Oberes Schloss
Zwischen dem Unteren Schloss und der katholischen Kirche liegt das Obere Schloss, das ebenfalls von den Wolfskeels um 1700 errichtet wurde. Es ist als Landhaus im Barockstil erbaut und erscheint eher als Herrschaftliches Anwesen, denn als Schloss. Es wird heute als Wohngebäude eines landwirtschaftlichen/gewerblichen Anwesens genutzt.

## Infrastruktur

### Straßen und Wege
Richtung Norden verläuft die Stauffenbergstraße durch das Gewerbegebiet Heuchelhof-Rottenbauer Richtung Heuchelhof. Die Lindflurer Straße verläuft als weitere Ausfallstraße nach Westen über die Ypsilon-Spange bis zur B19, worüber die A3 und Würzburg-Heidingsfeld/-Stadt erreicht werden kann. Westlich des Ortes verläuft eine Straße mit separatem Rad- und Fußweg durch den Rottenbaurer Grund in einem Tal bis nach Heidingsfeld bzw. in anderer Richtung bis nach Fuchsstadt.
Um Rottenbauer gibt es wegen der vielen landwirtschaftlichen Flächen ein enges Netz an Feldwegen und Trampelpfaden.

### ÖPNV
Richtung Norden verläuft die Straßenbahn entlang der Stauffenbergstraße. Nach Rottenbauer fährt die Straßenbahnlinie 5, bzw. an Schultagen zusätzlich die Schnellbahnen 504 und 505 mit denen die Würzburger Innenstadt in ca. 30 Minuten erreicht werden kann. Im Ort gibt es zwei Haltestellen, eine am Ortseingang (Brombergweg) und eine zwischen Tegut und Friedhof, die gleichzeitig die Endhaltestelle ist.
Per Bus ist der Ort über die Linien 420, 421 und 422 im Rottenbauer Grund Haltestelle „Abzweig Rottenbauer“ erreichbar.

### Öffentliche Einrichtungen
- Seniorenzentrum Arche Drei Eichen[27] und Sozialkaufhaus (Arche gGmbH)[28]
- Standort der Leonhard-Frank-Volksschule[29]
- Evangelisches Kinderhaus Abenteuerland[30]
- Städtische Kindertagesstätte Schatzinsel[31]
- Katholische Öffentliche Bücherei[32]

## Lage und Landschaft
Am nördlichen Rand des flachwelligen Ochsenfurter Gäulösslandes gelegen, begünstigen Braunerden die ackerbauliche Nutzung der Rottenbauer umgebenden Felder. Wenige, noch verbliebene Landwirte bewirtschaften den tiefen und ertragreichen Boden. Angebaut werden hauptsächlich verschiedene Getreidesorten sowie Zuckerrüben, die zur Weiterverarbeitung in die Zuckerfabrik Südzucker AG im nahe gelegenen Ochsenfurt gebracht werden. Inzwischen dominiert der Anbau von Mais, der als Rohstoff zur Energiegewinnung in der, 2007 zwischen Rottenbauer und Fuchsstadt errichteten, Biogasanlage dient.
Nördlich von Rottenbauer auf der Heuchelhöfer Hochebene erstreckt sich ein etwa 30 Hektar großes Trockenrasenbiotop mit Halbtrockenflächen, das bis ins Maintal hinunter reicht. Es wird als Naturschutzgebiet Bromberg-Rosengarten] auf der Grünen Liste des Bayerischen Landesamtes für Umweltschutz geführt (NSG600.046 Bromberg-Rosengarten). Es ist das größte, zusammenhängende Naturschutzgebiet der Stadt Würzburg.
Begünstigt durch die Lage am Rand einer ausstreichenden Muschelkalkfazies ist die Entwicklung Rottenbauers zwischen 1900 und 1950 durch die Ansiedlung von natursteingewinnenden und – verarbeitenden Betrieben geprägt. In der ehemaligen Gemarkung des Ortes waren acht Steinbrüche für die Gewinnung von Muschelkalk in Betrieb. Diese sind heute teilweise der Natur überlassen. Nachdem diese ab Mitte des 20. Jahrhunderts sämtlich aufgelassen wurden, sind heute wieder zwei Steinbrüche zwischen Rottenbauer und der Gemeinde Winterhausen in Betrieb.
Der Steinhauer (umgangssprachlich Steehawer) war bis in die jüngere Vergangenheit ein häufig anzutreffender Beruf. Die robusten Steehawer aus Rottenbauer unterhielten eine ausgeprägte Rivalität mit den Maingemeinden Winterhausen und Randersacker, die sich auch heute noch bei sportlichen Auseinandersetzungen im Fußball zeigt. Heute sind nur noch einige wenige steinbearbeitende Betriebe ansässig, es dokumentieren aber mehrere Bildstöcke in Rottenbauer und der Rottenbaurer Flur die über Jahrhunderte fortwährende Steinmetzkunst.

## Persönlichkeiten

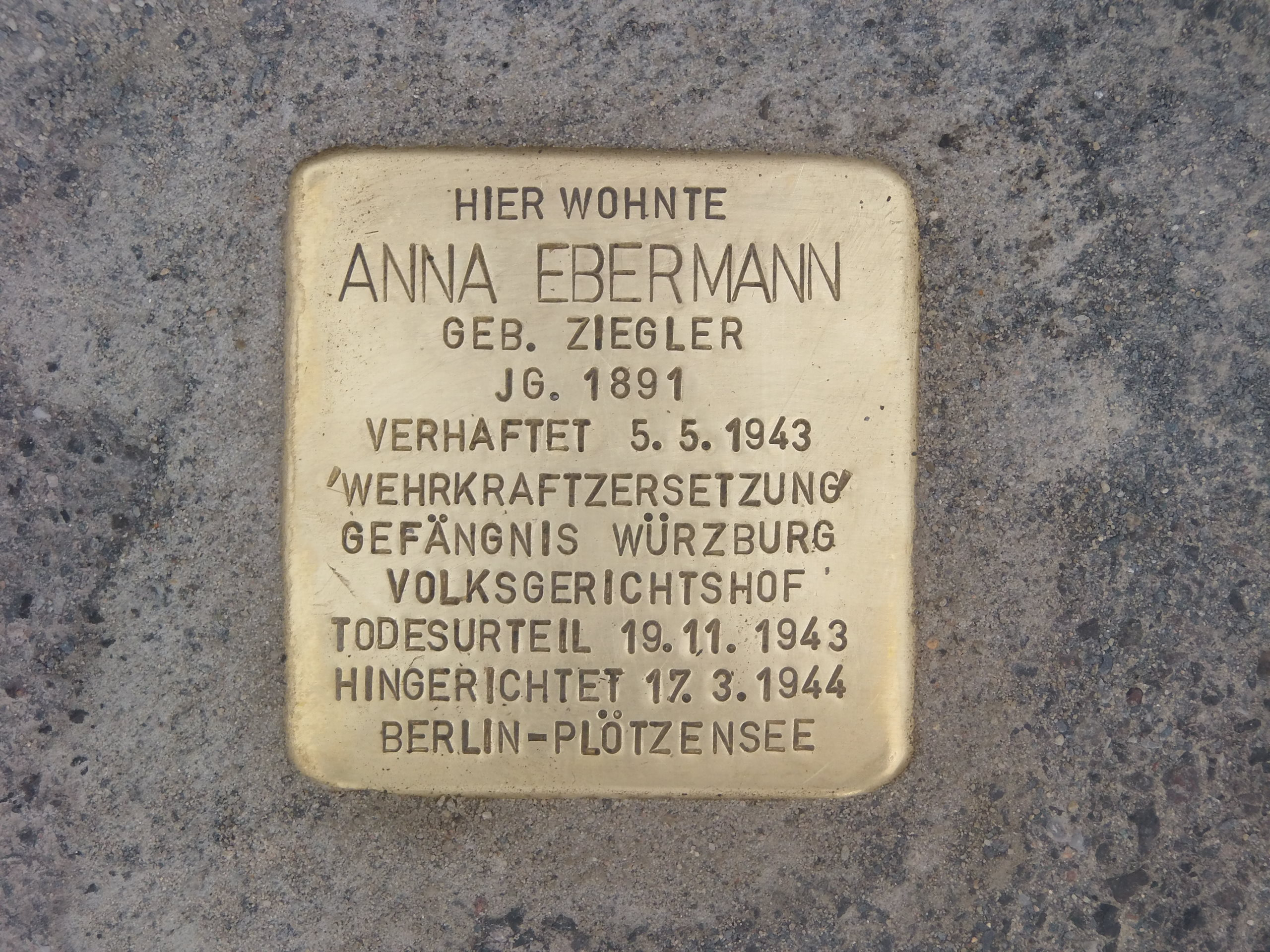
Stolperstein im Lilienweg zur Erinnerung an Anna Ebermann.

### Anna Ebermann
Rottenbauer ist der Geburtsort der Widerstandskämpferin gegen den Nationalsozialismus Anna Ebermann (* 10. Februar 1891 als Anna Ziegler; † 17. März 1944 in Berlin-Plötzensee). Ihre Festnahme, die schließlich zu ihrer Hinrichtung führte, erfolgte während eines Urlaubsaufenthalts in ihrem Geburtsort, nachdem sie in einer Gaststätte „regimekritische Äußerungen“ tätigte und anschließend denunziert wurde.
Seit Juli 2016 erinnert ein Stolperstein im Lilienweg (vor Haus Nr. 6) an ihr Geburtshaus. Seit Mai 2018 ist eine Straße im Gewerbegebiet Heuchelhof Anna Ebermann gewidmet.

### August Friedrich Dambach

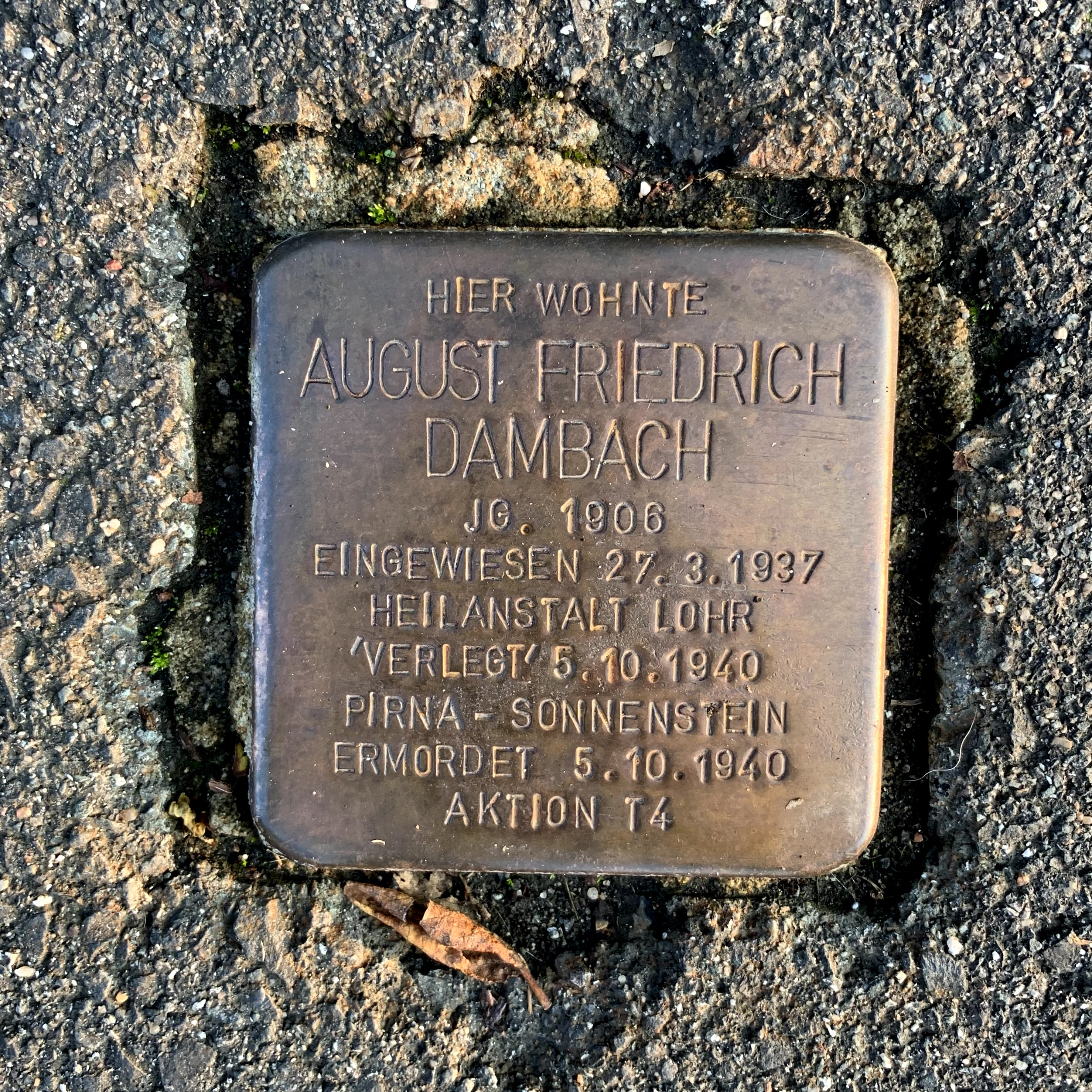
Stolperstein zur Erinnerung an August Friedrich Dambach

Ein weiterer Stolperstein in Rottenbauer befindet sich vor dem Haus Rebenstraße 2 zur Erinnerung an August Friedrich Dambach, der im sog. 3. Reich Opfer der Krankenmorde wurde. Nachdem er im März 1937 in die Psychiatrische Klinik Lohr als „geisteskrank und anstaltsbedürftig“ eingewiesen wurde, wurde er am 5. Oktober 1940 in die Tötungsanstalt Sonnenstein bei Pirna (Sachsen) verbracht, wo er vermutlich noch am selben Tag in der Gaskammer getötet wurde.

### Albert Franz
Von 1984 bis 1987 war der römisch-katholische Theologe und Philosoph Albert Franz Gemeindepfarrer in Würzburg-Rottenbauer und Beauftragter für die Fortbildung der Kapläne und Pastoralassistenten der Diözese Würzburg.

## Vereine
- TSV Rottenbauer – Sportverein mit den Abteilungen: Fußball, Tennis, Tischtennis, Turnen und Sportschützen.[44]
- Bereitschaft Rottenbauer des Bayerischen Roten Kreuzes[45]
- Freiwillige Feuerwehr Rottenbauer[46]
- Männergesangsverein Concordia 1922 e. V. Rottenbauer[47]
- Siedler Vereinigung Rottenbauer[48]
- Deutsche Pfadfinderschaft Sankt Georg – Stamm Wolfskeel[49]
- Square Dance Club – Würzburg Whirlers[50]
- JFG Würzburg Süd-West[51]
- Deutsches Jugendrotkreuz Rottenbauer[52]
- Bürgerverein Rottenbauer[53]